# Robert Grötzsch
Robert Gottlieb Grötzsch (* 10. März 1882 in Naunhof bei Grimma; † 6. März 1946 in New York) war ein deutscher Schriftsteller, Journalist und Dichter. Er publizierte auch unter dem Pseudonym Bruno Brandy.

## Leben
Robert Grötzsch war ein Arbeitersohn und verlor seinen Vater frühzeitig. Er erlernte den Klempnerberuf, den er bis 1905 ausübte.
Bei der Redaktion der Sächsischen Arbeiterzeitung zeigte er dem Feuilletonredakteur Franz Diederich seine schriftstellerischen Versuche. Dieser erkannte das Talent von Grötzsch und lud ihn zur Mitarbeit an der Zeitung ein. In nur einem Jahr schaffte es Grötzsch zum Redakteur und schrieb an allen Sparten des Blattes mit.
Im Januar 1919 wurde der bisherige Chefredakteur der Dresdner Volkszeitung Georg Gradnauer Vorsitzender des Rates der Volksbeauftragten in Sachsen, und Grötzsch wurde sein Nachfolger. Er schrieb politisch-soziale Satiren, Kinderbücher aber auch Komödien; seine Kleinbürgerkomödie „Dyckerpotts Erben“ wurde von 150 deutschen Bühnen, auch vom Königlichen Schauspielhaus in Dresden, aufgeführt und später sogar verfilmt. Mit seinem Schwager Hermann Wendel, einem Balkanforscher, unternahm er Reisen.
Nach der Machtübernahme der NSDAP wurde die Dresdner Volkszeitung verboten. Grötzsch' Redaktionskollegen Max Sachs und Kurt Heilbut wurden umgebracht, er selbst musste flüchten und emigrierte nach Prag. Dort arbeitete er meist unter dem Pseudonym Bruno Brandy regelmäßig am Neuen Vorwärts mit. Während dieser Zeit schrieb er auch seinen Arbeitersport-Roman „Tormann Bobby“, das Drama „Gerechtigkeit“, in dem er die Februarkämpfe der österreichischen Arbeiter gegen den Staatsstreich von Engelbert Dollfuß thematisierte, und seinen Roman „Wir suchen ein Land“, der Flüchtlingsschicksale schilderte.
Auf Grund von Hitlers Druck auf die tschechische Politik musste der Neue Vorwärts 1938 nach Paris verlegt werden, wohin Grötzsch folgte. Er wurde aber als „feindlicher Ausländer“ betrachtet und kam zu Kriegsbeginn in ein französisches Internierungslager. Nach seiner Freilassung gelang es ihm nach Südfrankreich zu flüchten, wo er seine Frau wiedertraf. 1941 emigrierte er über Lissabon nach den Vereinigten Staaten von Amerika. Gesundheitlich angeschlagen kam er in New York an. Zuerst arbeitete er wieder in seinem gelernten Beruf als Klempner. Später war er Mitarbeiter bei der Neuen Volkszeitung, die als Sprachrohr der GDL (German Labour Delegation) galt und eine sozialdemokratisch orientierte Organisation deutscher Emigranten in den USA zur Zeit der nationalsozialistischen Herrschaft in Deutschland war. Nach 1945 versuchte er ein Hilfswerk zu schaffen, das der „Arbeiterwohlfahrt“ in Deutschland dienen sollte. Grötzsch starb am 6. März 1946 in New York und wurde von seinen deutschen Exilgefährten in einem mit der Eisernen Front-Fahne bedeckten Sarg zur letzten Ruhe geleitet. Friedrich Stampfer nannte ihn am Sarg „einen Arbeiterdichter, der im Gepäck seiner Lebensreise den Humor des deutschen Handwerksburschen mitgeführt habe“.
Seit 2022 erinnern zwei Stolpersteine in der Ankerstraße 7 im Dresdner Stadtteil Tolkewitz an Robert Grötzsch und seine Frau Hedwig.

## Werke (Auswahl)
- Nauckes Luftreise und andere Wunderlichkeiten. Geschichten für Arbeiterkinder. Kaden & Comp. Dresden 1908 
  - Neuausgabe in der »Kollektion Kinderbuch«, Kinderbuchverlag, Berlin 1986, ISBN 3-358-00671-9
- Muz der Riese, Dresden : Kaden, 1913
- Die Kohlenzille u. andere Erzählungen, Berlin : Fleischel, 1917, 2. Aufl. 1920

- Zaubrer Burufu Berlin : J. H. W. Dietz Nachf., 1922, 1.–10. Tsd.
- Verschrobenes Volk, Berlin : Buchh. Vorwärts Paul Singer, o. J.
- Volk und Verfassung, Dresden : Kaden & Comp., 1922
- Sächsische Leute, Berlin : O. Hendel, 1924
- Journalist über Bord, Berlin 1930
- Gerechtigkeit Bratislava [Preßburg] : Prager, 1936
- Wir suchen ein Land Bratislava [Preßburg] : Prager, 1936
- Tormann Bobby Bratislava [Preßburg] : Prager, 1938
- Dyckerpotts Erben Norderstedt : Vertriebsstelle und Verl. Dt. Bühnenschriftsteller und Bühnenkomponisten, [1994?], Als unverkäufliches Ms. vervielfältigt